# Psilocerea robusta
Psilocerea robusta là một loài bướm đêm trong họ Geometridae.